# Intraossär
Intraossär (Abk. i. o., von lat. intra = innerhalb, hinein und os = Knochen) bedeutet in der medizinischen Fachsprache in den Knochen oder im Knochen. Es kann sich dabei um eine Lokalisationsangabe oder eine Applikationsform von Infusionslösungen und Medikamenten (über einen intraossären Zugang) handeln.